# Garvin megye
Garvin megye az Amerikai Egyesült Államokban, azon belül Oklahoma államban található. Megyeszékhelye és legnagyobb városa Pauls Valley. Lakosainak száma 25 656 fő (2020. április 1.). Garvin megye McClain, Carter, Pontotoc, Murray, Grady és Stephens megyékkel határos.

## Népesség
A megye népességének változása:
| Lakosok száma | 27 526 | 27 348 | 27 259 | 27 334 | 27 755 | 25 656 |
|               | 2010   | 2011   | 2012   | 2013   | 2015   | 2020   |